# Bois-Normand-près-Lyre
Bois-Normand-près-Lyre ist eine französische Gemeinde mit 371 Einwohnern (Stand 1. Januar 2022) im Département Eure in der Region Normandie (vor 2016 Haute-Normandie); sie gehört zum Arrondissement Bernay und zum Kanton Breteuil.

## Geographie
Bois-Normand-près-Lyre liegt etwa 30 Kilometer südwestlich von Évreux. Umgeben wird Bois-Normand-près-Lyre von den Nachbargemeinden Bois-Anzeray im Norden, La Vieille-Lyre im Nordosten, La Neuve-Lyre im Osten, Neaufles-Auvergny im Südosten, Les Bottereaux im Süden sowie Chambord im Westen und Südwesten.

## Bevölkerungsentwicklung
| Jahr                       | 1962 | 1968 | 1975 | 1982 | 1990 | 1999 | 2006 | 2013 |
| Einwohner                  | 370  | 317  | 333  | 308  | 325  | 308  | 345  | 380  |
| Quellen: Cassini und INSEE |      |      |      |      |      |      |      |      |

## Sehenswürdigkeiten

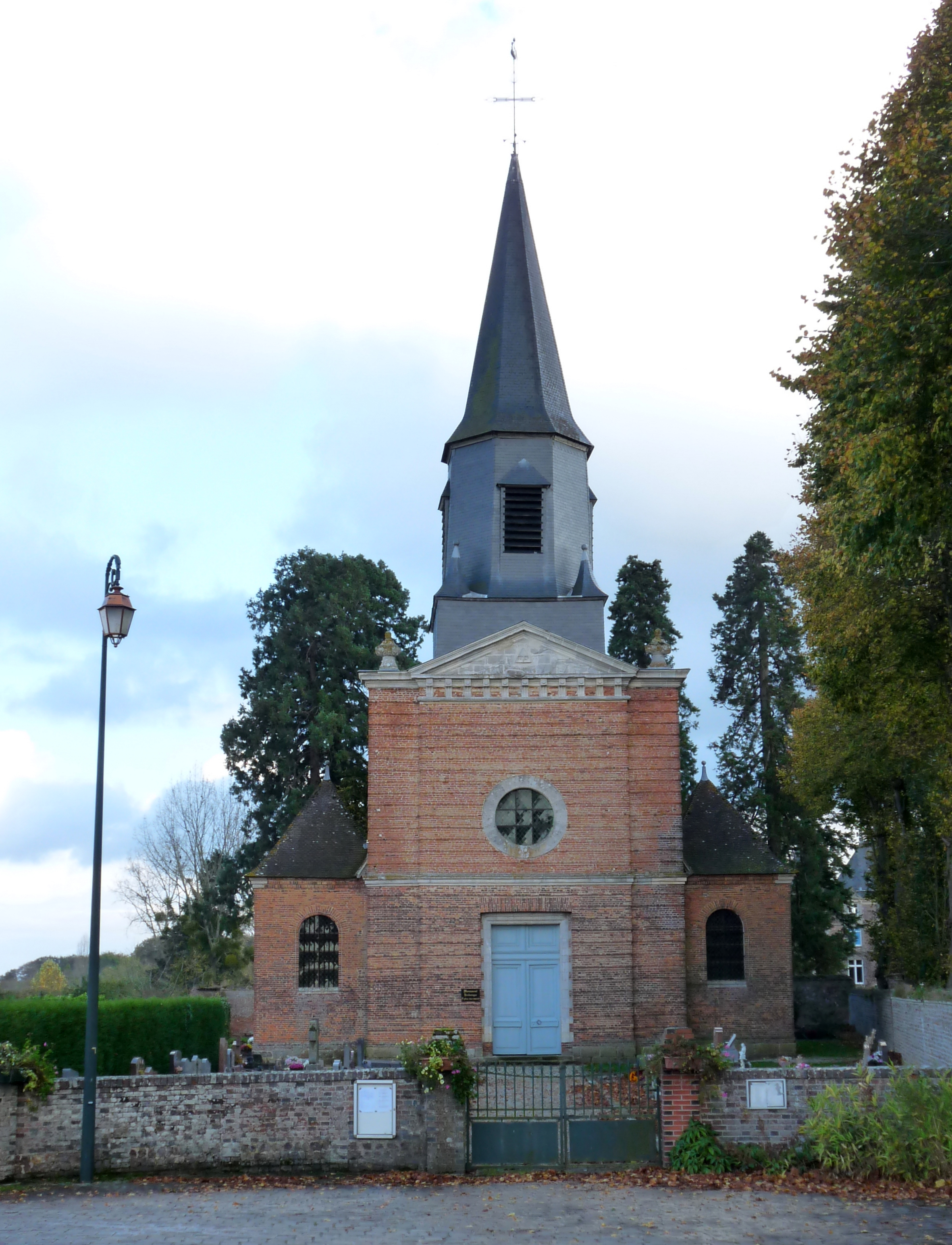
Kirche Saint-Julien

- Kirche Saint-Julien aus dem 18. Jahrhundert, Monument historique

## Persönlichkeiten
- Claude Le Roy (* 1948), Fußballtrainer